# レンゴー
レンゴー株式会社（英文社名　Rengo Co., Ltd.）は、大阪府大阪市北区中之島二丁目に本社、同市福島区大開四丁目に登記上の本店を置く板紙・段ボールを中心とする紙製の包装資材を製造・販売する企業である。板紙や段ボールの業界では最大手である。

## 概説

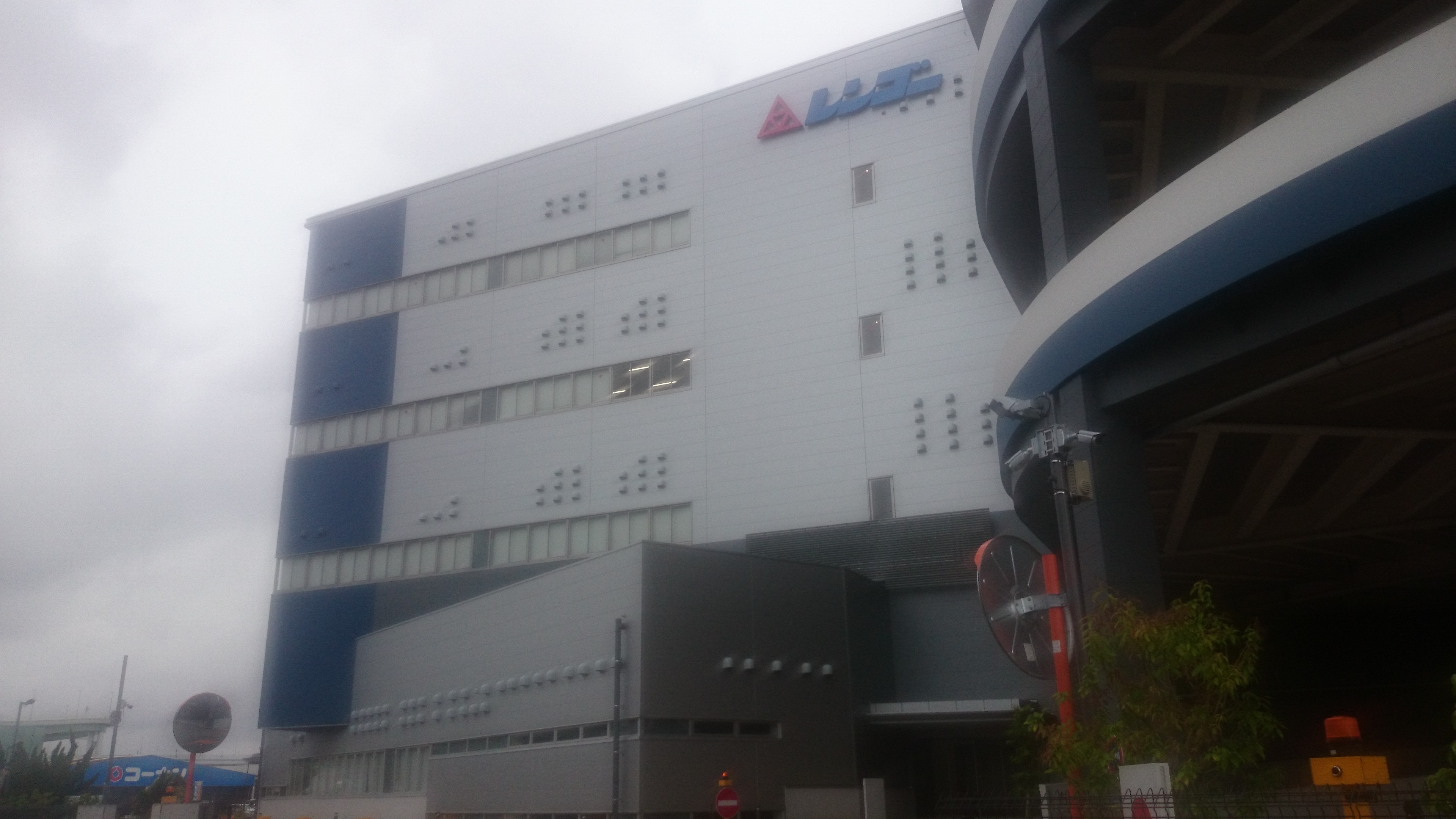
レンゴー本店・中央研究所・淀川流通センター
（大阪市福島区大開四丁目）

板紙・段ボール一貫の大手であり、板紙から段ボールや紙器等の紙製の包装資材を製造・販売する企業である。

### 段ボールの発祥
創業者井上貞治郎は、1909年 （明治42年）に日本で初めて段ボールを事業化した。「段ボール」という名前は井上の命名である。また、世界で初めて段ボールの連続運転装置を開発した。

### 社章の由来
レンゴーの社章は、創業当時三成社の「三」と「成」の文字を図案化し、井上貞治郎が考案したものである。その後、聯合紙器株式会社設立の際も、段ボールの段の聯（つら）ね合わせと、「合」の字をもイメージさせるこの社章が、新社名にふさわしいとして継承された。

### 「きんとま」哲学
レンゴーの創業者である井上貞治郎は、苦心惨憺、試行錯誤のすえに段ボールをつくり上げた。井上が独自に提唱した経営哲学として「きんとま」がある。「きん」はお金と、鉄のように固い意志を意味し、「と」は英語でいうand、「ま」は真心の真と、間を意味する。すなわち「きんとま」とは英語で言うと「gold and timing」である。「お金を握ったら死んでも離すな。金鉄の意志をもち、タイミング、チャンス、商機を逃さず、真心を込めて経営せよ」と説く商売の鉄則であり、井上の造語である。

## 沿革
- 1909年（明治42年）8月 - 井上貞治郎が三盛舎（後に三成社）の名称で日本で初めて段ボール事業を創始（同年4月12日井上が独立自営を決意した日をもって創立記念日とする）。
- 1920年（大正9年）5月 - 聯合紙器株式会社を資本金200万円で東京で設立。
- 1926年（大正15年）1月 - 本店を東京から大阪に移転。
- 1930年（昭和5年）12月 - 淀川工場加工工場（後の大阪工場）を開設。
- 1936年（昭和11年）4月 - 淀川工場製紙工場を開設、原紙から段ボールまでを一貫生産する淀川工場が発足。
- 1941 - 42年（昭和16 - 17年）- 社員で金を出し合い、国防献金として献納機を海軍に寄附。機体概要は「報國-550 聯合紙器號 尾翼番号V-171 製造番号 5779」。戦後、アメリカ軍にラエで捕獲される。
- 1937年（昭和12年）3月 - 東京工場を開設。
- 1938年（昭和13年）2月 - 本店を現在の大阪市福島区に移転。
- 1948年（昭和23年）12月 - 名古屋工場を開設。
- 1949年（昭和24年）5月 - 大阪証券取引所第1部に上場。
- 1950年（昭和25年）4月 - 東京証券取引所第1部に上場。
- 1957年（昭和32年）3月 - 本社研究所（現・中央研究所）を開設。
- 1961年（昭和36年）10月 - 利根川製紙工場（現・利根川事業所）を開設。
- 1962年（昭和37年）4月 - 鳥栖工場を開設。
- 1970年（昭和45年）4月 - 聯合運送株式会社他2社の子会社3社が合併し、株式会社レンゴーサービス（現・レンゴーロジスティクス）に商号変更。
- 1971年（昭和46年）9月 - 湘南工場を開設。
- 1972年（昭和47年）1月 - 商号をレンゴー株式会社に変更。
- 1975年（昭和50年）9月 - 新京都工場（現・新京都事業所）を開設。
- 1980年（昭和55年）5月 - 小山工場を開設。
- 1985年（昭和60年）9月 - 千葉工場を開設。
- 1990年（平成2年）
  - 8月 - マレーシアにて段ボール合弁事業に資本参加し、海外事業に進出。現在では中国・タイ・シンガポール・マレーシア・インドネシア・ベトナム・米国に54工場8拠点を展開する。
  - 9月 - 包装技術センターを開設。
- 1991年（平成3年）10月 - 福井化学工業株式会社を合併（現在の金津工場、武生工場）。
- 1993年（平成5年）4月 - 大阪工場を移転し、三田工場を開設。
- 1998年（平成10年）6月 - 朋和産業株式会社の株式を取得し完全子会社化、軟包装事業に進出。
- 1999年（平成11年）4月 - セッツ株式会社を合併（現在の八潮工場、尼崎工場）、同社段ボール部門をセッツカートン株式会社として分社化。
- 2000年（平成12年）7月 - 丸三製紙株式会社の株式を取得し、子会社化。
- 2004年（平成16年）5月 - 東京本社事務所を現在の東京都港区港南に移転。
- 2005年（平成17年）8月 - 本社事務所を現在の大阪市北区中之島に移転。
- 2007年（平成19年）
  - 4月 - 執行役員制度を導入。
  - 10月 - 川崎工場をリニューアル後の葛飾工場に統合。
- 2008年（平成20年）4月 - 新京都事業所のリニューアルが完成し、当社初の段ボール・紙器一体型工場が発足。
- 2009年（平成21年）
  - 5月 - 日本マタイ株式会社の株式を取得し子会社化、重包装事業に進出。
  - 12月 - 日本マタイを株式交換により完全子会社化。
- 2010年（平成22年）5月  - 郡山工場を移転し、太陽光発電システムなどの省エネルギー設備の導入をした福島矢吹工場を開設。
- 2011年（平成23年）
  - 2月 - 中山聯合鴻興造紙有限公司（中国）および中山聯興造紙有限公司（中国）への出資比率を引き上げ、子会社化。
  - 3月 - 東日本大震災により仙台工場が壊滅、福島原発事故により丸三製紙が操業停止（6月20日操業再開）。仙台工場は閉鎖し大和町に新工場建設を決定[1]。
  - 4月 - 米国ハワイ州にレンゴー・パッケージング社を設立。
  - 5月 - 山陽自動車運送株式会社を子会社化。
  - 8月 - 鴻興印刷集団有限公司（香港・中国）に資本参加。
- 2012年（平成24年）
  - 4月 - 新仙台工場が正式開業。
  - 4月 - 「防炎段ボール（RAFEP）」を開発。
  - 6月 - タワナ・コンテナー社（タイ）に資本参加。
- 2013年（平成25年）
  - 3月 - 株式会社石川製作所に資本参加。
  - 4月 - 段ボールの新規格「デルタフルート」を開発。
- 2014年（平成26年）1月 - 愛知県春日井市に国内最大級のラック式免震自動倉庫を持つ新名古屋工場が完成[2]。
- 2017年（平成29年）12月 - 淀川工場での製造を終了。
- 2018年（平成30年）3月 - 淀川工場を閉鎖。
- 2018年（平成30年）9月 - トッパンコンテナー株式会社を子会社化し、社名をレンゴー・トッパンコンテナー株式会社とする。
- 2019年（平成31年）4月 - 創業110周年。
- 2021年（令和3年）
  - 1月 - 会社更生法適用を申請した大興製紙株式会社の支援スポンサーとなる。のち9月には同社を子会社化。
  - 4月1日 - レンゴー・トッパンコンテナーの発行株式のうち、凸版印刷の持分を引き取り、同社を完全子会社化。同時にRGコンテナー株式会社に社名変更。
- 2024年（令和6年）1月5日 - 松山外環状道路空港線の整備に伴って松山工場を移転して新設した愛媛東温工場の稼働開始[3][4]。

## 主要事業所

### 本社
- 本社 - 大阪市北区中之島2丁目2-7（中之島セントラルタワー）
- 本店・中央研究所・淀川流通センター - 大阪市福島区大開4丁目1-186（SOSiLA大阪）
- 東京本社 - 東京都港区港南1丁目2-70（品川シーズンテラス）

### 工場
- 製紙工場（4か所）
  - 利根川事業所製紙工場 - 茨城県坂東市
  - 金津工場 - 福井県あわら市
  - 八潮工場 - 埼玉県八潮市
  - 尼崎工場 - 兵庫県尼崎市
- 段ボール工場（26か所）
  - 恵庭工場 - 北海道恵庭市
  - 旭川工場 - 北海道旭川市
  - 青森工場 - 青森県青森市
  - 新仙台工場 - 宮城県黒川郡大和町
  - 福島矢吹工場 - 福島県西白河郡矢吹町
  - 小山工場 - 栃木県小山市
  - 前橋工場 - 群馬県前橋市
  - 東京工場 - 埼玉県川口市
  - 千葉工場 - 千葉県佐倉市
  - 湘南工場 - 神奈川県高座郡寒川町
  - 清水工場 - 静岡県静岡市清水区
  - 長野工場 - 長野県長野市
  - 長野工場松本分工場 - 長野県松本市
  - 新潟工場 - 新潟県新発田市
  - 豊橋工場 - 愛知県豊橋市
  - 新名古屋工場 - 愛知県春日井市[2]
  - 福井工場 - 福井県越前市
  - 滋賀工場 - 滋賀県栗東市

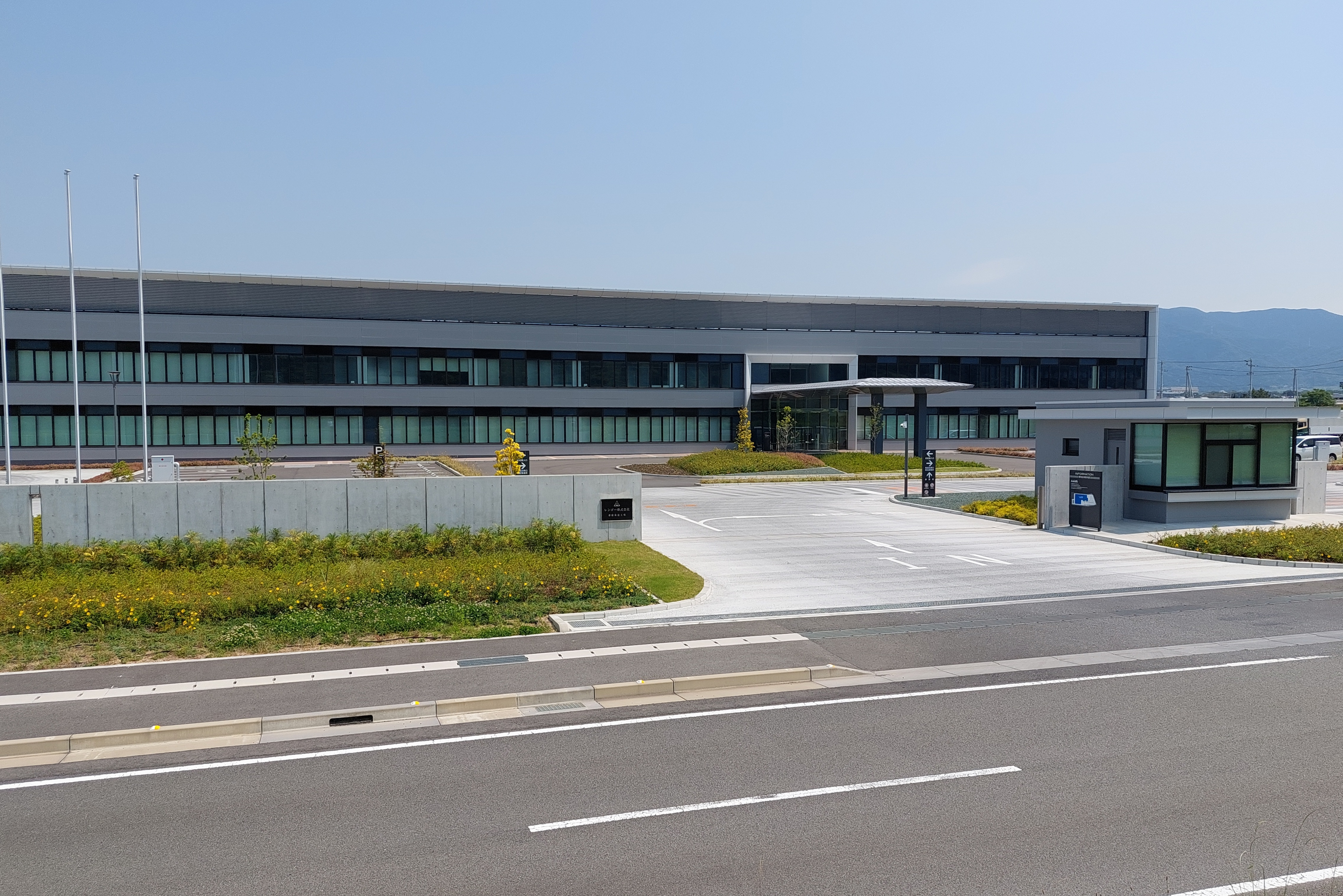
愛媛東温工場（東温市田窪）

  - 新京都事業所段ボール工場 - 京都府長岡京市
  - 三田工場 - 兵庫県三田市
  - 和歌山工場 - 和歌山県紀の川市
  - 岡山工場 - 岡山県総社市
  - 広島工場 - 広島県安芸郡海田町
  - 防府工場 - 山口県防府市
  - 愛媛東温工場 - 愛媛県東温市[4]
  - 鳥栖工場 - 佐賀県鳥栖市
- 紙器工場（3か所）
  - 葛飾工場 - 東京都葛飾区
  - 利根川事業所紙器工場 - 茨城県坂東市
  - 新京都事業所紙器工場 -  京都府長岡京市
- その他工場
  - 利根川事業所加工工場 - 茨城県坂東市、印刷加工
  - 武生工場 - 福井県越前市、セロファン工場

## 子会社・関連会社

### 国内
- 製紙 3社
  - 丸三製紙株式会社
  - 大阪製紙株式会社
  - 大興製紙株式会社
- 段ボール・紙器 42社
  - 豊通ニューパック株式会社
  - 大和紙器株式会社
  - セッツカートン株式会社
  - 東海紙器株式会社
  - 日之出紙器工業株式会社
  - 株式会社朝日段ボール
  - イハラ紙器株式会社
  - RGコンテナー株式会社 ほか
- 軟包装 1社
  - 朋和産業株式会社
- 重包装 1社
  - 日本マタイ株式会社
- その他 10社
  - レンゴーロジスティクス株式会社
  - レンゴー･ノンウーブン･プロダクツ株式会社
  - 山田機械工業株式会社
  - 山陽自動車運送株式会社
  - レンゴーペーパービジネス株式会社 ほか

### 海外
- 製紙 2社
  - 中国
    - 中山聯合鴻興造紙有限公司

  - ベトナム
    - ビナクラフトペーパー社 Vina Kraft Paper Co., Ltd.
- 段ボール・紙器 24社
  - 中国
    - 大連聯合包装製品有限公司
    - 大連国立包装有限公司
    - 天津聯合包装製品有限公司
    - 青島聯合包装製品有限公司
    - 無錫聯合包装製品有限公司
    - 上海聯合包装装潢有限公司
    - 広東聯合包装製品有限公司
    - 鴻興印刷集団有限公司 （香港本社工場、深圳工場、鶴山工場、無錫工場、中山工場）

  - タイ
    - タイ・コンテナーズ・グループ社 Thai Containers Group Co., Ltd.
      - ナワナコーン工場 Navanakorn Plant
      - サムップラカーン工場 Samutprakarn Plant
      - ラチャブリ工場 Ratchaburi Plant
      - プラチンブリ工場 Prachinburi Plant
      - チョンブリ工場 Chonburi Plant
      - パツムタニ工場 Pathumthani Plant
      - ソンクラー工場 Songkhla Plant
      - サラブリ工場 Saraburi Plant

    - タイ・コンテナーズ・ラヨン社 Thai Containers Rayong Co., Ltd.
    - タイ・コンテナーズ・コンケン社 Thai Containers Khon Kaen Co., Ltd.
    - タワナ・コンテナー社 Tawana Container Co., Ltd.
    - ダイナ・パックス社 Dyna Packs Company Limited
    - オリエント・コンテナーズ社 Orient Containers Company Limited
    - D-イン・パック社 D-In Pack Limited

  - シンガポール
    - TCG レンゴー・シンガポール社 TCG Rengo (S) Ltd.

  - マレーシア
    - レンゴー・パッケージング・マレーシア社 Rengo Packaging Malaysia Sdn. Bhd.

  - インドネシア
    - スリヤ・レンゴー・コンテナーズ社 P.T. Surya Rengo Containers
      - 本社/カラワン工場 Head Office/Karawang Factory
      - ジャカルタ工場 Jakarta Factory
      - スラバヤ工場 Surabaya Factory
      - スマラン工場 Semarang Factory

    - プリマコル・マンドリ社 PT Primacorr Mandiri
    - インドリス・プリンティンド社 PT Indoris Printingdo

  - ベトナム
    - ニューアジア・インダストリー社 New Asia Industries Co., Ltd.
    - アルカマックス・パッケージング社 Alcamax Packaging (Vietnam) Joint Stock Company
    - APパッケージング社 AP Packaging (Hanoi) Co., Ltd.

  - 米国
    - レンゴー・パッケージング社 Rengo Packaging, Inc.
- 軟包装 5社
  - 中国
    - 江蘇中金瑪泰医薬包装有限公司
    - 四川中金医薬包装有限公司

  - タイ
    - プレパック・タイランド社　Prepack Thailand Co., Ltd.
      - サムットソンクラム工場 Samutsongkram Factory
      - ラヨン工場　Rayong Factory

    - TCフレキシブル・パッケージング社　TC Flexible Packaging Co., Ltd.

  - ベトナム
    - パカメックス（ベトナム）社　Packamex（ Vietnam） Co., Ltd.
- 重包装 4社
  - タイ
    - タイマルソル社　Thai Marsol Co., Ltd.

  - インドネシア
    - マルソルアバディインドネシア社　PT. Marsol Abadi Indonesia
    - タイヨウマルソルインドネシア社　PT. Taiyo Marsol Indonesia

  - ベトナム
    - マタイ（ベトナム）社 Matai (Vietnam) Co., Ltd.
- その他 8社
  - 中国
    - 朋和（上海）商貿有限公司
    - 上海瑪岱貿易有限公司
    - 連雲港本一化工有限公司
    - 森下塑料貿易有限公司
    - 烟台碩魯塑料有限公司
    - 無錫聯爽商貿有限公司

  - タイ
    - パルテック（アジア）社　Pal Tech (ASIA) Co., Ltd.
    - ヤマトシキ（タイランド）社　Yamato Shiki (Thailand) Co., Ltd.

## 板紙・段ボール業界改革
2000年（平成12年）に社長に就任した大坪清は、業界の地位向上と、長年にわたる業界の過当競争体質に決別すべく、需要に見合った生産体制の構築をめざし、自社設備の統廃合を進めると同時に、「板紙のプラットフォームづくり」「古紙・板紙・段ボール、三位一体の構造改革」「フルコスト主義」などのキーワードを掲げ、業界内の意識改革を強力に推進した。右肩上がりの成長が望めない国内市場において、売れた分だけを作る体制を確立した。古紙・板紙・段ボールの3業界が三位一体となって段ボールリサイクルシステムの基盤を固めることにより、100%リサイクル可能で環境に優しい循環型包装材である段ボールの環境性能はさらに高まった。

## 環境対策
2010年（平成22年）には、昼間の使用電力の全てを太陽光発電で賄う福島矢吹工場を開設した。
「Cフルート段ボール」「デルタフルート段ボール」や「LCC段ボール原紙」を開発推進し、段ボールの軽量化に積極的に取り組んでいる。

## 段ボールの用途開発
「段ボール製空調ダクト」や「防炎段ボール」といった従来にない段ボールの新たな用途開発を進めている。

## 海外展開
戦前は朝鮮の京城、台湾の台北、満州の奉天、中国の上海と天津に工場を展開していた。やがて太平洋戦争の敗戦により全ての在外資産が接収された。戦後は、1970年代以降、日本の段ボール産業が世界的にも生産技術をリードするようになり、段ボール製造機械や技術のライセンス供与を中心に海外との交流を行ってきたが、1990年（平成2年）マレーシアにて段ボール合弁事業を開始したのを皮切りとして、海外事業を本格的に展開した。現在、中国、タイ、シンガポール、マレーシア、インドネシア、ベトナム、米国（ハワイ）に、製紙2工場、段ボール33工場をはじめ、軟包装、重包装も含め61か所の生産拠点を持つ。中国においては近年経営のスピード化を念頭に独資化を進めている。
2011年（平成23年）には、香港の印刷・包装製品業者である鴻興印刷集団有限公司に資本参加した。
2014年（平成26年）、米国ハワイ州に段ボール新工場を建設した。

## 新仙台工場の建設
2011年（平成23年）の東日本大震災を受け、社長の大坪は「百万一心」をキーワードにグループ一丸となっての復旧復興を唱えるとともに、壊滅的被害を受けた仙台工場を、雇用を守ると同時に、地元復興の先導役も任じ、いち早く、同じ宮城県内での新工場再建を決定し、1年という短期間で完成させた。この間、何があっても絶対に雇用は守ると宣言し、人心の安定を図るとともに、地元経済復興へ向けても大きなメッセージを発信した。

## テレビ番組
- 日経スペシャル カンブリア宮殿 段ボール革命！～客が儲かる"箱"作り教えます！（2010年11月25日、テレビ東京）[5]

## 書籍

### 関連書籍
- 『私の経営学(6)』（著者:樋口武男 松本晃 大坪清 小林徹）（2018年9月12日、商工中金経済研究所）ISBN 9784904735367
- 『「情」の経営に「理」あり レンゴー大坪清私の履歴書』（著者:大坪清）（2020年11月24日、日経BPM）ISBN 9784532176914